# Альтернативний метал
Альтернативний метал — музичний жанр, що є злиттям хеві-металу з альтроком (особливо з інді-роком 1980-х). Разом з гранжом почав набирати популярність на початку 1990-х років. Для напрямку характерні важкі гітарні рифи притаманні металу, і риси альтернативної музики — нетрадиційні тексти пісень, незвичайні технічні прийоми, неприйняття умовностей і традицій важкої музики, злиття металу з найрізноманітнішими музичними жанрами. Також цим терміном можна називати злиття альтернативного року з металом або обтяжений альтернативний рок.

## Огляд
Термін «альтернативний метал» дуже різноманітний та зазвичай його вживають для опису гуртів з унікальним підходом до металу або в музиці яких тяжко відділити від альтернативного року.Яскравим прикладом може слугувати гурт Faith No More.
В більшості випадків альметал-гурти з'явилися з поєднання металу з хардкором, постпанком (Melvins), готік-роком (Jane's Addiction), нойз-роком, гранжом (Soundgarden), індастріалом (Ministry, Nine Inch Nails) і іншими альтернативними жанрами. Ці групи об'єднувало вплив традиційного хеві-металу і експериментування з його формою — змішуванням метала з різними жанрами, незвичайні підходи. Наприклад група Faith No More поєднувала метал з фанком і репом, а Melvins заперечували важкий метал 1970-х.
У 1990-х роках виник гранж. Він поєднував у собі метал 1970-х (Ministry, Nine Inch Nails) та і андеграундний панк. Популярність гранжа допомогла збільшити відповідну аудиторію для альтметал-груп, і вони стали виступати на фестивалі «Lollapalooza», створеному вокалістом Jane's Addiction. Після прориву альтернативного року, групою Nirvana, характерні риси альтметала стали більш розмитими: жанр тягнувся від «індастріальних» Nine Inch Nails і Ministry до Rage Against the Machine, що використовують у своїй музиці хіп-хоп і постпанк. Незабаром вже більшість нових металічних колективів сприймалися виключно як альтернативні, хоча окрім концертних уявлень і характерного звучання вони мало відрізнялися від традиційних металістів.
До кінця 1990-х альтернативний метал знову набув свої риси, особливо завдяки таким групам як KoЯn, Linkin Park, Rage Against the Machine, Nine Inch Nails, System Of A Down, Slipknot.

## Напрями альтернативного металу

### Фанк-метал
Фанк-метал — це прикордонний жанр музики, який з'явився у 80-х. Як правило, він включає елементи фанку й метала. Це проявляється в поєднанні важких рифів металу з характерним для фанку звучанням баса (слеп-техніка). Нерідким для жанру є використання елементів репу й альтернативного року, через що він часто перетинається з репкором і реп-металом. Приклади: Hot Action Cop, Infectious Grooves, Primus, Red Hot Chili Peppers (ранні), Incubus (ранні), Living Colour, Rage Against the Machine та Faith No More.

### Ню-метал
У середині 90-х на основі грув-металу, хіп-хопу, фанку, індастріалу та гранджа (від останнього зокрема був перейнятий прийом «тихо-голосно») група KoЯn розробила ню-метал. Надалі свій вплив зробили такі групи як Limp Bizkit, Deftones, Linkin Park, Godsmack. Також особливе місце в цьому жанрі займає група System Of A Down.

### Індастріал-метал
Індастріал-метал — ще один піджанр, який з'явився в 1980-х. Особливо популярний у Німеччині завдяки таким групам як Rammstein, Oomph! та Megaherz. Засновниками стилю вважається група Ministry.

### Металкор
Панк-рок-групи також потрапили під вплив металу. Кросовер-треш — злиття хардкору та треш-металу, згодом розвинулась у металкор. Найвідоміші представники: Bullet For My Valentine, Trivium, Five Finger Death Punch, Bring Me the Horizon та інші.

### Регі-метал
Регі-метал — злиття регі та треш-металу. Засновники стилю Freedom For King Kong, найвідоміша група Skindred.